# Chris Gilmour
Chris Gilmour (Stockport, 1973) è uno scultore inglese specializzato nella creazione di sculture a grandezza naturale fatte di cartone riciclato e colla.
Le sue opere replicano con cura del dettaglio molti oggetti e macchinari della vita quotidiana, da oggetti comuni come biciclette, moto, auto, caffettiere, sedie, a piccoli modelli di architettura religiosa, in una dissacrazione data dai segni grafici dell'imballaggio, giustapponendo questi simboli religiosi alle icone profane della vita e della cultura del consumatore moderno.
Nato a Stockport nel Regno Unito, si trasferisce a Udine in Italia nel 1997, dove vive tuttora. Ha partecipato a numerose mostre personali e collettive in Europa e in America.

## Stile artistico
Nel corso della sua carriera e della sua formazione artistica, ha avuto luogo una scelta negli oggetti rappresentati da Gilmour, che vanno da piccoli articoli domestici (come la moka o la macchina da scrivere) ad oggetti più voluminosi appartenenti ad un contesto culturale più ampio (la Fiat 500, la Lambretta e l'Aston Martin DB5 di James Bond).
La selezione di oggetti attuata dall'artista è sempre stata basata sulla loro capacità di richiamare memorie ed emozioni connesse alla esperienza di tutti i giorni. Dato che il suo lavoro si configura sia come visuale che concettuale, Gilmour sceglie gli oggetti per il loro "appeal" visuale e la loro risonanza culturale, ma anche per il fatto che implichino un'azione o un'interazione di un qualche genere.
I suoi lavori giovanili erano realizzati con un cartone pulito in modo da raggiungere un risultato iper-realistico che mostrava il materiale al suo meglio o che piuttosto sembrava impossibile da ottenere con esso. I suoi lavori più recenti sono fatti con scatole di cartone trovate sulla strada che mostrano ancora tutte le stampe, le etichette e il nastro adesivo; questo per cercare di concentrarsi maggiormente sul materiale al suo stato naturale e giocare con l'idea di questi oggetti realizzati con un supporto proveniente dai bidoni della spazzatura, dando una nuova dimensione all'opera utilizzando grezzi imballaggi di cartone che sono stati gettati dopo che gli oggetti che contenevano sono stati tolti.
L'utilizzo di materiali preesistenti, il dare loro una nuova vita crea una connessione tra l'arte e il riciclo. Utilizzando un materiale che tutti conoscono e capiscono, Gilmour costruisce sulle associazioni preesistenti per sviluppare nuove idee e maniere di interpretare l'opera: è un modo per creare un linguaggio che può essere capito da molti.
Un pezzo chiave del lavoro di Gilmour è la "sedia a rotelle", dato che segna il passaggio dai lavori giovanili con figure umane ai lavori attuali che ne sono privi. L'arte di Gilmour è influenzata dal lavoro di altri scultori che condividono il suo interesse per il materiale e che danno l'impressione che le loro idee vengano dal giocare con le cose. Artisti che Gilmour apprezza per il loro approccio alla materia sono Anish Kapoor, Andy Goldsworthy, Tom Friedman e Bill Woodrow.